# 新宮竹虎
新宮 竹虎（しんぐう たけとら、1986年1月6日 - ）は、日本の教育者、作家。東京大学経済学部卒。

## 人物
ラ・サール高等学校在学時、勉強するも学年最下位を乱発し、中退する。受験生時代に予備校講師に勉強法を聞きに行き、理系科目を中心に、自分でも真似を出来そうな勉強法を発見した。
数学を中心に成績を伸ばし駿台が実施している東大模試の成績で数学1位になる。
信州大学医学部在籍中に「塾講師は楽しいよ」という親友からのアドバイスの元、なんとなく個別指導の学習塾でアルバイトを始め、後に一緒に本を書くことになる横幕と運命的な出会いを果たす。
横幕は、文系中心に効率的な勉強法を開発しており、日々共に、誰にでも実戦可能な効率的受験勉強法の構築の研究を始める。その学習法を実証するために、再び受験勉強を再開したところ、半年の勉強で、東京大学文科二類に合格する。
この時の学習塾は、地域の高校からも生徒に推薦されるほどにまで、良い噂が広まり、通常平均生徒数が80名前後と言われる個別指導塾で、生徒数が200名を超える。
東京大学入学後は、広中平祐が主催する創才セミナーのスタッフを務めたり、アルゴクラブの問題作成協力をしたりするなど、英才教育に対する見識も深め、教育学の幅を広げると共に、映画製作を夢見て、年間1000本以上の映画鑑賞を行い、大学4年生のときに、短編映画を制作し、NHKのBS放送にて、全国放送されるに到る。
自身の受験ノウハウを最大限に活かすべく、現在、さいたま市で桜凛進学塾（おうりんしんがくじゅく）を運営している。

## 著書
- 学年ビリから東大・医学部・早慶に合格する法 (YELL books)(2011年)
- 学年ビリから東大・医学部・早慶に合格する法　改訂新版 (YELL books) (2015年)

## メディア出演歴
TOKYOおはらステーション(鹿児島FMラジオ)
＠キャンパス（NHK）